# Ostřice ostrá
Ostřice ostrá (Carex acutiformis), někdy též ostřice kalužní, je druh jednoděložné rostliny z čeledi šáchorovité (Cyperaceae).

## Popis
Jedná se o rostlinu dosahující výšky nejčastěji 40–120 cm. Je vytrvalá, netrsnatá s plazivými oddenky a dlouhými výběžky. Listy jsou střídavé, přisedlé, s listovými pochvami, na bázi čepele je na vrcholu špičatý jazýček. Lodyha je ostře trojhranná, stejně dlouhá nebo kratší než listy. Čepele jsou asi 7–10 mm široké, na rubu i líci draslavě drsné, nejvýše do 1/2 listu s nevýraznými anastomózami. Bazální pochvy jsou nejčastěji vínově červené, síťka se většinou vytváří. Ostřice ostrá patří mezi různoklasé ostřice, nahoře jsou klásky čistě samčí, dole čistě samičí. Samčích klásků bývá nejčastěji 2–4, samičích 2–3. Samičí klásky jsou do 10 cm dlouhé, dolní krátce stopkaté. Dolní listen je delší než celé květenství a listeny jsou bez pochev. Okvětí chybí. V samčích květech jsou zpravidla 3 tyčinky, prašníky jsou zpočátku žluté, později oranžové. Blizny jsou většinou 3. Plodem je mošnička, která je asi 4–5 mm dlouhá, na průřezu zploštěle trojhranná, šedá až šedohnědavá, matná, k oběma koncům zúžená, na vrcholu zúžená v krátký nezřetelně dvouzubý zobánek. Každá mošnička je podepřená plevou, která je za zralosti tmavě červenohnědá se zelenavým kýlem, kratší než mošnička. V ČR kvete nejčastěji v květnu až v červnu. Počet chromozómů: 2n=78.

## Rozšíření ve světě
Ostřice pobřežní roste ve větší části Evropy, chybí v severnější Skandinávii a na severu evropského Ruska, málo přesahuje do severní Afriky, dále roste v Asii v oblasti Kavkazu a na východ až po jižní Sibiř, ostrůvkovitě i jinde ve střední Asii. Byla zavlečena do Severní Ameriky, kde roste na severovýchodě USA a v jihozápadní Kanadě

## Rozšíření v Česku
V ČR roste od nížin do podhůří. Místy je hojná, často roste ve vlhčích luzích či živnějších mokřadních olšinách sv. Alnion glutinosae. V bažinách a na okraji vod často vytváří i v bezlesí skoro monodominantní porosty as. Caricetum acutiformis.